# Eric Rudolph
Eric Robert Rudolph (Merritt Island, Florida, Estados Unidos, 19 de septiembre de 1966), también conocido como el Olympic Park Bomber, es un terrorista estadounidense responsable de una serie de atentados explosivos perpetrados entre 1996 y 1998, incluyendo el atentado del Centennial Olympic Park durante los Juegos Olímpicos de Atlanta 1996.

## Biografía
En la adolescencia fue introducido por su madre a la secta Iglesia de Israel, que está relacionada con Identidad Cristiana (movimiento extremista de carácter teocrático, racista y antisemita que cree que los blancos son el pueblo elegido de Dios). Rudolph, sin embargo, expresó haber sido siempre católico y solo haberse relacionado con ese grupo durante seis meses por estar saliendo con una mujer que allí acudía; también aseguró que la motivación detrás de sus crímenes fue religiosa y negó ser un racista.

### Atentados
Movido por su oposición al multiculturalismo Rudolph colocó un artefacto explosivo en el Centennial Olympic Park de Atlanta el 27 de julio de 1996 durante los juegos Olímpicos. Llamó a la policía para advertirlo. La explosión asesinó a Alice Hawthorne e hirió a más de 100 personas y el cámara Melih Uzunyol murió en el lugar debido a un ataque al corazón al querer cubrir la noticia.
Posteriormente, colocó otras bombas en dos clínicas de abortos: una en Sandy Springs (Georgia) el 16 de enero de 1997 y otra a las afueras de Birmingham (Alabama) el 29 de enero de 1998, donde mató al agente de policía Robert Sanderson e hirió de gravedad a la enfermera Emily Lyons (cuya supervivencia se considera milagrosa). El 21 de febrero de 1997 puso otra bomba en el bar lésbico Otherside Lounge, también en Alabama. Confeccionaba sus bombas usando dinamita y clavos para aumentar los daños lo más posible.
Su campaña de terror causó la muerte de dos personas e hirió al menos a otras 150.

### Huida y vida de fugitivo
El 5 de mayo de 1998, se convirtió en el criminal n° 454 en ser inscrito en la lista de los 10 más buscados del FBI, quienes le consideraban extremadamente peligroso y ofrecían una recompensa de un millón de dólares por cualquier información que llevase a su arresto. Pasó más de 5 años escondido en los montes Apalaches, perseguido por la policía federal y civiles. Se cree que pudo mantenerse escondido tantos años gracias a simpatizantes de la región. En su momento se escribieron al menos dos canciones country sobre él (una de ellas, "Run, Rudolph, Run", forma parte de la banda sonora de la serie Manhunt: Deadly Games, que recrea su historia criminal) y muchos extremistas de ultraderecha lo ensalzaban por internet. Algunas personas inclusive afirmaron que, de darse el caso, le ayudarían.
Según su diario, sobrevivió en el bosque alimentándose de lagartijas y frutos, robando verdura y cereales y hurgando en la basura.

### Trato y encarcelamiento
Fue capturado en 2003. En 2005, como parte de un acuerdo con la fiscalía, Rudolph se declaró culpable de varios cargos federales y estatales de homicidio y aceptó cuatro cadenas perpetuas consecutivas a cambio de evitar un juicio y una potencial sentencia de muerte. 
Permanece encarcelado en la prisión ADX Florence de máxima seguridad en Florence (Colorado), en aislamiento.
Durante su encarcelamiento, Eric Rudolph escribió y posteriormente publicó un manifiesto de 243 páginas en el que detallaba como había, según él, "vencido" al FBI.
Su familia, compuesta por su madre y su hermano mayor, sigue manteniendo su inocencia y fue sometida en su momento a interrogatorios y vigilancia por parte de la policía. En marzo de 1998, antes de la captura de Eric, su hermano Daniel se grabó a sí mismo cortándose la mano con una sierra circular con la intención de, según sus propias palabras, "enviar un mensaje al FBI y los medios". Pudieron reimplantársela más tarde con cirugía.